# Liste der Theater in Augsburg
Augsburg verfügt über eine Vielzahl an Theatern, die hier im Überblick aufgeführt sind.
| Theater                           | Beschreibung | Bild |
| --------------------------------- | --- | ---- |
| Augsburger Puppenkiste            | Das Marionettentheater Augsburger Puppenkiste im historischen Heilig-Geist Spital in der Augsburger Altstadt führt seit 1948 Märchenaufführungen und ernste Schauspiele auf. Mit zahlreichen Fernsehproduktionen (u. a. Stücke über Jim Knopf und Urmel) erlangte die Puppenkiste seit 1953 bundesweite Bekanntheit.                                                                              |      |
| Freilichtbühne am Roten Tor       | Die Freilichtbühne am Roten Tor, die größte Freilichtbühne Süddeutschlands, hat 2117 Sitzplätze und wird jährlich von Mitte Juni bis Ende Juli vom Staatstheater Augsburg mit Opern, Operetten und Musicals sowie Gastspielen und Konzerten bespielt. |      |
| Großes Haus                       | Das Große Haus ist die Hauptspielstätte des „Theaters Augsburg“. Hier werden vor allem aufwändigere klassische und moderne Produktionen aufgeführt. |      |
| hoffmannkeller                    | Der hoffmannkeller ist ein Gewölbekeller aus dem 18. Jahrhundert, der vom Staatstheater Augsburg als Jugend- und Experimentierbühne, für Jazz-Sessions sowie verschiedene andere Projekte und Veranstaltungen genutzt wird. |      |
| Kleine Augsburger Freilichtbühne  | Die Kleine Augsburger Freilichtbühne befindet sich am Jakoberwallturm und gehört zum Sensemble Theater. |      |
| Kongress am Park                  | Das Kongresszentrum „Kongress am Park“ (früher: Kongresshalle Augsburg) wird für Kongresse und Verkaufsausstellungen sowie für Konzerte und andere Kulturveranstaltungen genutzt. |      |
| Kulturhaus Abraxas                | Im Kulturhaus Abraxas finden vor allem Musik-, insbesondere Jazz, und Theaterdarbietungen sowie Ausstellungen statt. Seit März 1997 steht ein Märchenzelt auf dem Freigelände. |      |
| Kulturhaus Kresslesmühle          | Das Kulturhaus Kresslesmühle ist eine Spielstätte von Kabarett- und Kleinkunst-Veranstaltungen im Lechviertel und Veranstaltungsort der jährlich stattfindenden „Augsburger Kabarett Tage“. |      |
| Parktheater im Kurhaus Göggingen  | Das Kurhaus wird vom „Parktheater Augsburg im Kurhaus Göggingen“ für Sprech- und Musiktheater, Konzerte, Revuen, Varietés, Bälle, Konferenzen, Symposien, Firmenjubiläen, Modepräsentationen und Hochzeiten genutzt. |      |
| Sensemble Theater                 | Das Sensemble Theater spielt seit 1998 im Sommer auf einer kleinen Freilichtbühne in der mittelalterlichen Anlage des Augsburger Jakoberwallturms und unterhält seit 2000 außerdem eine eigene Spielstätte in der Kulturfabrik in Augsburg. Die Stücke des Sensemble Theaters reichen von Sprech-, Musik-, Improvisations- und Ausdruckstheater bis hin zu Performance und Installation.          |      |
| Romanistentheater der Universität | Das Romanistentheater führte von Sommer 1977 bis zum 2. Dezember 2006 Stücke aus dem romanischen Sprachraum in Französisch oder Deutsch auf. Seit 2013 kommt es wieder zu Aufführungen. |      |
| So1Theater                        | Das So1Theater der Universität Augsburg wurde im November 2015 aus einer Gruppen von Studenten und Studentinnen gegründet. Es führt seither jedes Semester ein Theaterstück im Hörsaal der Universität auf. Dabei waren unter anderem „Der Floh im Ohr“, „Danton's Tod“, und „Der Hund von Baskerville“. Es besteht derzeit aus 12–15 theaterbegeisterten Studierenden zwischen 20 und 30 Jahren. |      |
| ehemalige Theater                 | Beschreibung | Bild |
| Komödie im Gignoux-Haus           | Das Gignoux-Haus im Lechviertel von Augsburg ist ein historisches Gebäude im Stil des Rokoko und beherbergte bis Juli 2010 die Komödie, eine Spielstätte des Theaters Augsburg. |      |
| Ludwigsbau                        | Der Ludwigsbau stand im damaligen Stadtgarten (heute: Wittelsbacher Park) war eine Konzerthalle, der auch als Ausweichspielstätte für das Theater Augsburg nach dem Zweiten Weltkrieg benutzt wurde. |      |